# Galago moholi
El gálago moholi (Galago moholi), también conocido como gálago sudafricano o simplemente moholi, es una especie de primate estrepsirrino de la familia Galagidae de tamaño intermedio entre una rata y una ardilla.

## Descripción
Su pelaje es marrón grisáceo en mayor parte, siendo más amarillento en las extremidades y el vientre.
Sus ojos son de un tono anaranjado y están rodeados por una máscara oscura de piel.
Los machos son más grandes, oscilando entre los 160 a los 225 g mientras que las hembras están entre los 142 y los 229 g.

## Distribución
Se le encuentra desde el este de la República Democrática del Congo y sur de Tanzania hasta Sudáfrica abarcando también Angola.